# Gynoplistia (Gynoplistia) illcha
Gynoplistia (Gynoplistia) illcha is een tweevleugelige uit de familie steltmuggen (Limoniidae). De soort komt voor in het Australaziatisch gebied.